# Atidsche Aliewa-Weli

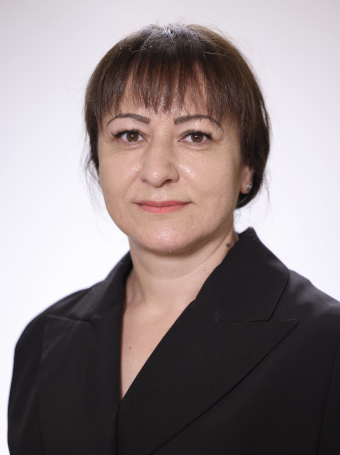
Atidsche Aliewa-Weli, 2024

Atidsche Bajrjamowa Aliewa-Weli (bulgarisch Атидже Байрямова Алиева-Вели; wissenschaftliche Transliteration Atidže Bajrjamova Alieva-Veli; * 18. September 1981 in Dewin, Bulgarien) ist eine bulgarische Politikerin (DPS). Seit der Europawahl 2019 ist Alieva-Veli Mitglied des Europäischen Parlaments als Teil der Fraktion Renew Europe.

## Leben

### Ausbildung
Atidsche Aliewa-Weli wurde am 18. September in der bulgarischen Stadt Dewin geboren, wuchs jedoch in Borino auf. Nach ihrem Schulabschluss studierte sie Biotechnologie auf Bachelor bis 2003, dem schloss bis 2005 ein Studium in Industrieller Biotechnologie an der Universität Sofia an. Anfang 2014 schloss sie einen zweiten Master in öffentlicher Verwaltung an der Universität für National- und Weltwirtschaft ab.

### Tätigkeit im Landwirtschaftsfonds
2007 begann Aliewa-Weli beruflich tätig zu sein, zunächst war sie bei der Staatlichen Landwirtschaftsversicherung als Expertin im Milchsektor angestellt.
2011 begann Aliewa-Weli beim staatlichen Landwirtschaftsfonds zu arbeiten, seit 2013 war sie eine von mehreren stellvertretenden Leiterinnen. Der staatliche Landwirtschaftsfonds ist für die Verteilung von EU-Landwirtschaftssubventionen in Bulgarien verantwortlich und in mehrere Skandale verwickelt gewesen, unter anderem soll der Fond acht „Gasthäuser“ finanziert haben, von denen sich fünf in der Heimat Alieva-Velis befinden. Für die Finanzaufsicht des Fonds soll Alieva-Veli verantwortlich gewesen sein.
Des Weiteren veröffentlichte die bulgarische Webseite bivol.bg im Vorfeld der Europawahl 2019 Unregelmäßigkeiten bei Aliewa-Welis Einkünften und Steuererklärungen. Unter anderem soll ihr Vater eine große Villa mit Geld aus einer unbekannten Quelle gekauft haben.

### Wahl ins Europaparlament
2019 nominierte ihre Partei, die Bewegung für Rechte und Freiheiten (Движение за права и свободи, DPS/ДПС) Aliewa-Weli auf den fünften Platz der Wahlliste. Die Partei gewann bei der Europawahl 16,4 Prozent und damit drei Sitze. Der Listenplatzerste und als Oligarch bekannte Deljan Peewski verzichtete auf sein Mandat, ebenso wie der Zweitplatzierte Parteivorsitzende Mustafa Karadaya. Dafür zog neben den bereits in der vorherigen Legislatur amtierenden Ilchan Kjutschjuk und Iskra Michailowa erstmals Atidzhe Aliewa-Weli ins Europäische Parlament ein. Die drei Abgeordneten schlossen sich der neugegründeten liberalen Fraktion Renew Europe an. In der 9. Legislaturperiode ist Alieva-Veli für ihre Fraktion Mitglied im Ausschuss für Beschäftigung und soziale Angelegenheiten. Des Weiteren ist sie stellvertretendes Mitglied im Ausschuss für Landwirtschaft und ländliche Entwicklung.